# علیجانلی
علیجانلی (به ترکی آذربایجانی: Əlicanlı) یک منطقه مسکونی در جمهوری آذربایجان است که در شهرستان صابرآباد واقع شده است. علیجانلی ۱ نفر جمعیت دارد.